# Kgosiemang Khumoyarano
Kgosiemang Khumoyarano, född 23 juli 1954, är en friidrottare från Botswana. Han deltog vid olympiska sommarspelen 1984.